# Willyabrup Brook
Willyabrup Brook (även Wilyabrup Brook) är ett litet vattendrag i Australien. Det ligger i delstaten Western Australia, omkring 220 kilometer söder om delstatshuvudstaden Perth.
Willyabrup Brook i sydvästra Western Australia börjar i Harmans på en höjd av 106 m ö.h. och mynnar ut i Indiska oceanen. Willyabrup Brook har ca 105 m fallhöjd på sin 13,3km sträckning.
Trakten runt Wilyabrup Brook består till största delen av jordbruksmark  och ligger i Margaret river wine-regionen som är en del Busseltonkusten. 
Runt Willyabrup Brook är det mycket glesbefolkat, med 3 invånare per kvadratkilometer. Genomsnittlig årsnederbörd är 1 201 millimeter. Den regnigaste månaden är maj, med i genomsnitt 210 mm nederbörd, och den torraste är januari, med 9 mm nederbörd.